# Dactylactis digitata
Espèce
Dactylactis digitata est une espèce de cnidaires de la famille des Arachnactidae.

## Systématique
Le nom valide complet (avec auteur) de ce taxon est Dactylactis digitata Van Beneden, 1897.